# Шушенське
Шушенське (рос. Шушенское) — смт в Росії, у Красноярському краї, адміністративний центр Шушенського району. Населення — 17 142 осіб.
В рамках державного устрою утворює муніципальне утворення Шушенське зі статусом міського округу як єдиний населений пункт у його складі.

## Географія
Розташоване на півдні краю, поблизу впадання річки Великої Шуші в Єнісей, за 60 кілометрів на південний схід від залізничної станції Мінусінськ (на лінії Абакан — Тайшет) і за 11 кілометрів від аеропорту Шушенське.

## Історія
Селище знамените тим, що туди в 1897 році був засланий В. І. Ленін і пробув на засланні три роки.

## Населення
Населення — 17 142 особи.

## Економіка
У Шушенському діє птахофабрика, різні сільськогосподарські та інші підприємства. Активно розвивається туристична інфраструктура.